# Benito Soliven
Benito Soliven là một đô thị hạng 4 ở tỉnh Isabela, Philippines. Theo điều tra dân số năm 2007, đô thị này có dân số 25.151 người trong 4.418 hộ.

## Các đơn vị hành chính
Benito Soliven được chia ra 29 barangay.
| - Andabuen - Ara - Binogtungan - Capuseran (Capurocan) - Dagupan - Danipa - District II - Gomez - Guilingan - La Salette - Makindol - Maluno Norte - Maluno Sur - Nacalma - New Magsaysay | - District I - Punit - San Carlos - San Francisco - Santa Cruz - Sevillana - Sinipit - Lucban - Villaluz - Yeban Norte - Yeban Sur - Santiago - Placer - Balliao |